# Dirphya pseudonigriceps
Dirphya pseudonigriceps là một loài bọ cánh cứng trong họ Cerambycidae.